# Trg Antuna Gustava Matoša (Bjelovar)
Trg Antuna Gustava Matoša u Bjelovaru je trg i park centru grada Bjelovara. Trg je trokutasktog oblika te je podijeljen u dva dijela. Sjeverni dio kao park te južni kao dječji vrtić. Nalazi se u neposrednoj blizini Trga Stanka Vraza. 
Na Matoševom trgu se nalazi stari vatrogasni dom Bjelovara, grupa višestambenih zgrada te bjelovarska kršćanska adventistička crkva. 

## Povijest

### Rimsko Carstvo
Dolaskom Rimljana se na uzvisini na kojem se razvio današnji Bjelovar nalazilo križište dviju rimskih cesta i u njegovoj blizini vojni logor ili vojni ukopi na današnjem Matoševom trgu.

### Nastanak
Moderni Matošev trg nastao je kao zemljani put od novo uspostavljene utvrde Bjelovar u pravcu sela Male Sredice, te su se na njemu nalazile dvije vojne zgrade. Tijekom 1820-ih uspostavljen je prometni oblik današnjeg trga i na njemu je izgrađeno vatrogasno spremište grada.
Na kartama iz 1896. godine trg je zabilježen kao Trg Zmaja Jovana.

### Modernija povijest.
Dana 8. ožujka 1946. godine s radom je započeo današnji dječji vrtić Bjelovar, tada pod imenom Dječji vrtić i obdanište Bjelovar.
Godine 1953. godine osnovan je DVD Bjelovar koje je djelovalo u zgradi starog vatrogasnog spremišta. Godine 1961., rušenjem spremišta i izgradnjom novijeg objekta, nastaje Profesionalna vatrogasna postrojba Bjelovar koja na istoj lokaciji djelovala do 1981. godine.
Godine 1968. počinje izgradnja 4 stambena objekta na mjestu bivšeg spremišta, zgrade su pri savršetku izgradnje dobile nadimak Oficirske zgrade, zbog svoje veličine, i tadašnje modernosti.

## Galerija
- Stambene zgrade na trgu.
- Stambene zgrade na trgu.
- Spomen ploča starog Dobrovoljnog vatrogasnog društva Bjelovar.
- Kršćanska adventistička crkva na Matoševom trgu
- Dječji vrtić Bjelovar
- Park u sklopu trga.